# Archidiocèse de Santa Cruz de la Sierra
L'archidiocèse de Santa Cruz de la Sierra (en latin : Archidioecesis Sanctae Crucis de Sierra ; en espagnol : Arquidiócesis de Santa Cruz de la Sierra) est un archidiocèse métropolitain de l'Église catholique en Bolivie.

## Territoire
Il comprend les provinces d'Andrés Ibáñez, Florida, Ichilo, Ignacio Warnes, Manuel Caballero, Obispo Santistevan, Sara, Vallegrande et une partie de la province de Cordillera du département de Santa Cruz. Les autres provinces de ce département sont situées dans le diocèse de San Ignacio de Velasco qui est suffragant de Santa Cruz de la Sierra, ainsi que dans les vicariats apostoliques de Ñuflo de Chávez et Camiri.
Il possède un territoire d'une superficie de 49 170 km divisé en 86 paroisses. Le siège archiépiscopal est dans la ville de Santa Cruz de la Sierra avec la cathédrale saint Laurent.
La ville de Cotoca est un lieu de pèlerinage à la Vierge de Cotoca (es). Selon la légende, des esclaves mulâtres s'enfuient car victimes d'une fausse accusation de meurtre contre un contremaître, ce qui peut conduire à la peine de mort. Ils demandent la protection de la Vierge et décident d'abattre un arbre pour se réchauffer, il découvrent alors une statue de la Vierge à l'intérieur qu'il rapportent à l'hacienda et sont disculpés.

## Histoire
Le diocèse de Santa Cruz de la Sierra est érigé le 5 juillet 1605 par la bulle Super specula militantis du pape Paul V en prenant sur le territoire du diocèse de La Plata o Charcas (aujourd'hui archidiocèse de Sucre).
Nommé suffragant de l'archidiocèse de Lima lors de sa création, il intègre la province ecclésiastique de l'archidiocèse  de La Plata o Charcas le 20 juillet 1609.
Au XIXe et XXe siècles, il cède du territoire à plusieurs reprises pour l'érection de nouvelles juridictions ecclésiastiques : le 25 juin 1847 pour le diocèse de Cochabamba (aujourd'hui archidiocèse de Cochabamba), le 1er décembre 1917 pour le vicariat apostolique d'El Beni, le 22 mai 1919 pour le vicariat apostolique del Chaco (aujourd'hui vicariat apostolique de Camiri)et le 27 janvier 1930 pour le vicariat apostolique de Chiquitos (aujourd'hui diocèse de San Ignacio de Velasco).
Le 30 juillet 1975, il est élevé au rang d'archidiocèse métropolitain par la constitution apostolique Quo gravius du pape Paul VI.

## Évêques et archevêques
- Liste des évêques et archevêques de Santa Cruz de la Sierra